# Nørre-Snede
Nørre-Snede é um município da Dinamarca, localizado na região sudeste, no condado de Vejle.
O município tem uma área de 254,02 km² e uma  população de 7266 habitantes, segundo o censo de 2005.